# Hôtel Isabey
Pour les articles homonymes, voir Isabey.
L'hôtel Isabey est un hôtel particulier situé à Besançon dans le département du Doubs.
Les façades et les toitures sur rue et sur cour, le portique donnant sur le jardin, l'escalier avec sa rampe sur le jardin, l'escalier avec sa rampe en fer forgé, les six pièces suivantes au premier étage du bâtiment entre rue et cour avec leur décor font l’objet d’une inscription au titre des monuments historiques depuis le 21 décembre 1984.

## Localisation
L'édifice est situé au 21 rue de la préfecture dans le quartier de la Boucle de Besançon.

## Histoire
En 1775, l'hôtel est construit par l'architecte bisontin Claude Antoine Colombot pour l'avocat Antoine-Joseph Isabey.
En 1862, un jardin d'hiver est aménagé.
Depuis le milieu du XXe siècle, l'hôtel abrite la Chambre de métiers et de l'artisanat du Doubs.

## Architecture
De plan régulier en « U », la façade sur la rue est rythmée par une série de pilastres qui ornent les fenêtres à l'etage.
Entre la cour et le jardin, le jardin d'hiver est à façade concave.